# Jan Hołubowski
Jan Hołubowski (ur. 2 stycznia 1908 roku w Piełokańcach na Wileńszczyźnie, zm. 16 sierpnia 1996 w Braniewie) – jeden z najwybitniejszych cymbalistów wileńskich, budowniczy cymbałów, poeta ludowy.

## Życiorys

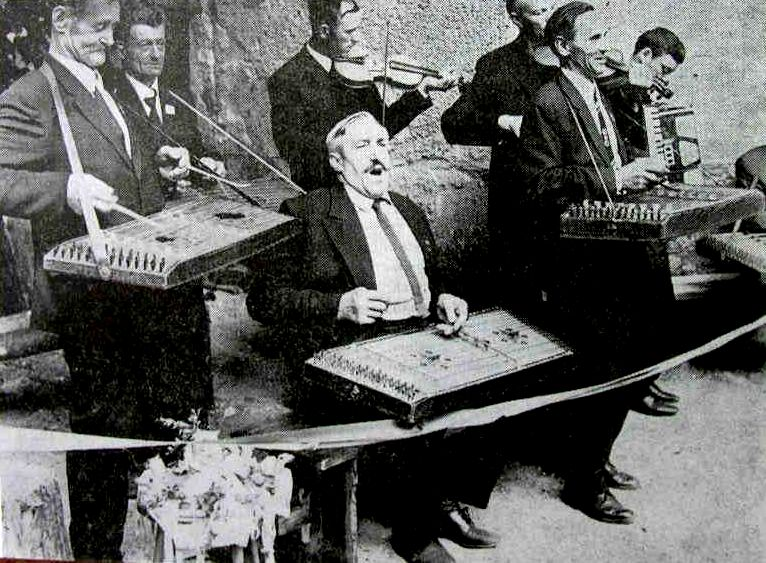
Na pierwszym planie, wraz z zespołem

Urodził się na Wileńszczyźnie, w maleńkiej wsi Piełokańce (Piłokańcy), liczącej wówczas około 200 mieszkańców, w okresie międzywojennym miejscowość znajdowała się w II Rzeczypospolitej w powiecie wileńsko-trockim województwa wileńskiego.
Rodzina Jana, choć uboga, bo ojciec posiadał jedynie ćwierć hektara ziemi ornej, miała bogate tradycje w uprawianiu muzyki, a szczególnie muzyki związanej z ich regionem. W rodzinnym domu Jan był najmłodszym z siódemki rodzeństwa. Ojciec grał na klarnecie, grała również cała piątka synów, wspólnie współtworząc jeden zespół rodzinny. Bracia grali na instrumentach: Michał na skrzypcach, Zygmunt na harmonii trzyrzędowej, zwanej warszawską, Józef na klarnecie, zaś Wincenty – na bębenku. Natomiast Jan Hołubowski, w wieku 12 lat, rozpoczął grać na cymbałach, choć początkowo nauka szła mu powoli. Zespół rodzinny koncertował we wsiach dla znajomych i przyjaciół, a także na okazjonalnych uroczystościach, jak dożynki, wesela, chrzciny czy uroczystości szkolne. Grywali modne w tamtym czasie polki, mazurpolki, kadryle, kozaki, lawonichy i tanga. Jan już wówczas słynął z krasomówstwa, koncerty często zapowiadał rymowanymi tekstami.
Po II wojnie światowej, w 1946, rodzina w ramach akcji repatriacyjnej mieszkańców Kresów Wschodnich, przyjechała na tzw. Ziemie Odzyskane, osiedlając się w Braniewie. W czasie repatriacji nie zezwalano na przewóz instrumentów muzycznych, toteż Jan Hołubowski rozebrał cymbały i przewiózł je przez granicę w częściach. Na Ziemiach Odzyskanych zaniechał jednak grania na weselach i zabawach, zaczął występować publicznie głównie solo, w późniejszym okresie, od lat 70., koncertował też z synem grającym na bębnie i wnukiem na cymbałach. Pracę zawodową podjął w Braniewie w zakładzie krawieckim „Zorza”.

### Zespół „Cymbaliści”
Przez całe dalsze życie pozostawał bardzo aktywny jako muzyk, biorąc udział w wielu imprezach artystycznych i przeglądach muzyki ludowej i regionalnej. W latach 60. i 70. XX w. współtworzył niesformalizowany kwintet „Cymbaliści”. Pozostali członkowie zespołu, tak jak on, byli repatriantami ze Wschodu. Początkowo grywali dla własnej przyjemności oraz dla znajomych. W 1971, podczas organizacji I Olsztyńskich Dni Folkloru, zostali objęci patronatem miejscowych domów kultury, w celu wzięcia udziału w przeglądzie centralnym. Kwintet „Cymbalistów” zyskał rozgłos w radiu dzięki promocji Maryna Okęcka-Bromkowa, dziennikarka i folklorystki. Zespół zaczął być zapraszany na coraz poważniejsze imprezy kulturalne i festiwale.

### Budowniczy cymbałów
Z zawodu został – tak samo jak trzech braci – krawcem. Jako że rodzinna wieś była za mała dla trzech krawców, usługi krawieckie świadczyli w okolicznych wsiach i miasteczkach. Mimo że rodzina była bardzo muzyczna, to jednak nikt w rodzinie nie zajmował się wytwarzaniem instrumentów muzycznych. Jan po rozłożeniu na części swoich własnych cymbałów na ich podstawie sam nauczył się ich budowy i zasady działania. Pierwsze cymbały wykonał w roku 1919 (lub 1922), później sam grał na nich przez długie lata. Według znajdującej się w archiwum Muzeum Ludowych Instrumentów Muzycznych w Szydłowcu jego ankiety do 1990 roku wykonał własnoręcznie 17 egzemplarzy cymbałów, które trafiły następnie do osób prywatnych i muzeów. Do budowy używał różne gatunki drzew, jak: świerk, buk, jesion czy akacja; drewno obrabiał własnoręcznie narzędziami stolarskimi.

### Kres życia

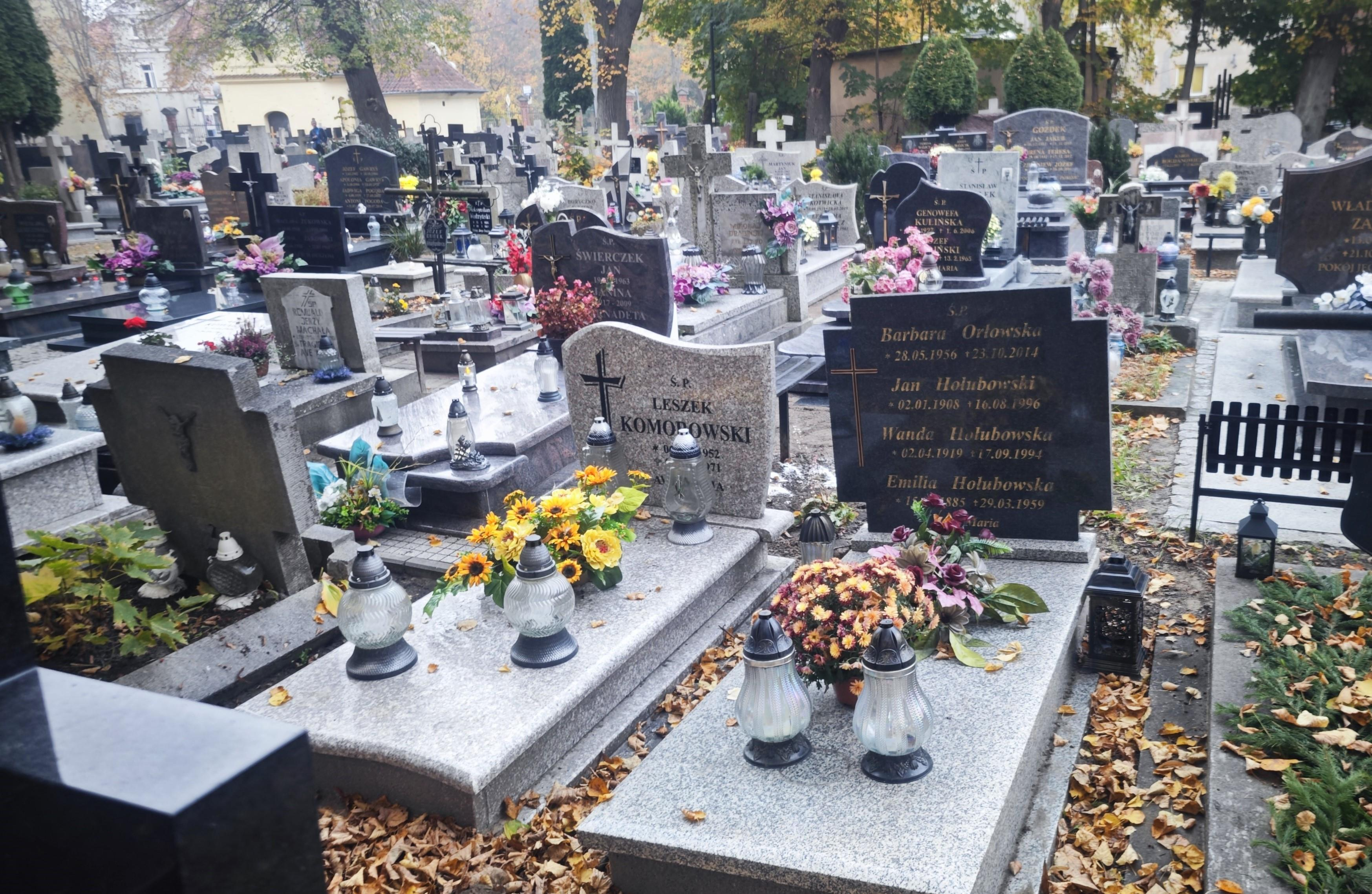
Grób na cmentarzu przy ul. Olsztyńskiej

Jan Hołubowski mieszkał do końca życia w Braniewie. Zmarł 16 sierpnia 1996. Pochowany został 18 sierpnia, po mszy pogrzebowej w kościele św. Antoniego, w grobie rodzinnym na cmentarzu przy ul. Olsztyńskiej obok zmarłej 2 lata wcześniej żony Wandy.

### Nagrody i spuścizna
Jan Hołubowski był wielokrotnie nagradzany, między innymi otrzymał: 1971 – III miejsce na ogólnopolskim Festiwalu Kapel i Śpiewaków Ludowych w Kazimierzu Dolnym w kategorii solistów; 1975 – Nagroda im. Jana Pocka w kategorii „muzyka – mistrz gry na cymbałach” i najbardziej prestiżowa w roku 1989 – Nagroda im. Oskara Kolberga.
Kolekcje nagrań znajdują się m.in. w Instytucie Sztuki PAN, Radiowym Centrum Kultury Ludowej w Warszawie oraz Muzeum Kultury Ludowej w Węgorzewie. W 2012 w ramach kolekcji muzyki ludowej Polskiego Radia została wydana płyta „Kresy I. Wileńszczyzna, Grodzieńszczyzna”, na której Jan Hołubowski był jednym z czterech instrumentalistów.
Pierwsze cymbały, wykonane w 1919 roku, znajdują się w Muzeum Instrumentów Muzycznych w Poznaniu. W 1989 wykonał cymbały do Muzeum Ludowych Instrumentów Muzycznych w Szydłowcu. Również w Muzeum Kultury Ludowej w Węgorzewie znajdują się cymbały jego konstrukcji. Jeden z egzemplarzy jego cymbałów otrzymał w prezencie od polskich służb dyplomatycznych król Tajlandii Bhumibol Adulyadej.